# Paulo Lutero
Paulo Lutero (28 de janeiro de 1533 – 8 de Março de 1593) foi um médico alemão, químico e alquimista. Ele foi o terceiro filho do reformador protestante Martinho Lutero e foi, sucessivamente, o médico de João Frederico II, Duque da Saxônia; Joaquim II Heitor, Príncipe-Eleitor de Brandemburgo; Augusto I, Eleitor da Saxônia, e o seu sucessor, Cristiano I. Ele ensinou alquimia para Ana da Dinamarca.

## Início da vida
Nascido em Wittenberg, o terceiro filho de Martinho Lutero pelo seu casamento com Catarina de Bora, Lutero recebeu o nome de São Paulo o Apóstolo e provou uma criança tão enérgica que seu pai falou dele, "Ele está destinado a lutar contra os turcos". A educação do menino começou com o estudo do grego e do latim através de Filipe Melâncton e Veit Winsheim.
Em 1546, quando Lutero tinha treze anos, seu pai morreu, deixando a família em circunstâncias financeiras difíceis. Com a eclosão da Guerra de Esmalcalda, eles fugiram para Magdeburg e em 1547 para Brunswick. Em julho, ao final da guerra, foi possível voltar a Wittenberg, embora em relativa pobreza. Aconselhado por Melâncton, Lutero frequentou a Universidade de Wittenberg para estudar medicina.
Em setembro de 1552, um surto de peste bubônica obrigou a família de Lutero a deixar sua casa mais uma vez. Eles fugiram para Torgau, viajando em um carro que capotou perto de portões da cidade, ferindo seriamente a mãe de Lutero. Ela morreu em 20 de dezembro de 1552. Enquanto estava em Torgau, em 5 de fevereiro de 1553, com vinte anos de idade, Lutero casou-se com Anna, filha do tradutor Veit Warbeck (c. 1490-1534).

## Carreira
Quando voltou a Wittenburg, Lutero completou seus estudos médicos e em 29 de julho de 1557, obteve o grau de Doutor em Medicina.
Ele rejeitou uma proposta para lecionar na Universidade de Jena por causa de sua oposição à teologia de Victorin Strigel, um dos principais acadêmicos de lá. Na religião, Lutero foi um entusiasta luterano e com zelo defendeu os ensinamento do seu pai.
Lutero teve uma carreira como um médico. Ele se tornou o médico pessoal de João Frederico II, Duque da Saxônia, mantendo-se em Gota até a rendição da cidade em 13 de abril de 1567. Ele praticou na corte de Joaquim II Heitor, Príncipe-Eleitor de Brandemburgo até sua morte, em 3 de janeiro de 1571, e foi subsequentemente, o médico de Augusto I, Eleitor da Saxônia, e de seu sucessor, o Cristian I, em Dresden. Em 1590 ele se aposentou e passou a residir em Leipzig.
Lutero também se distinguiu como um químico e desenvolveu várias drogas, como Unguentum ex nitro, Magistrum perlarum, Magistrum collorum, e Aurum potabile, que foram produzidos pelas farmácias da Saxônia. Ele estava interessado em alquimia, cujo objetivo final era a produção de ouro, e tem sido proclamado como o instrutor mais importante da alquimista amadora Ana da Dinamarca.
Lutero morreu em Leipzig, em 8 de Março de 1593. Sua oração fúnebre foi dada por seu amigo Matthias Dresser.

## Família

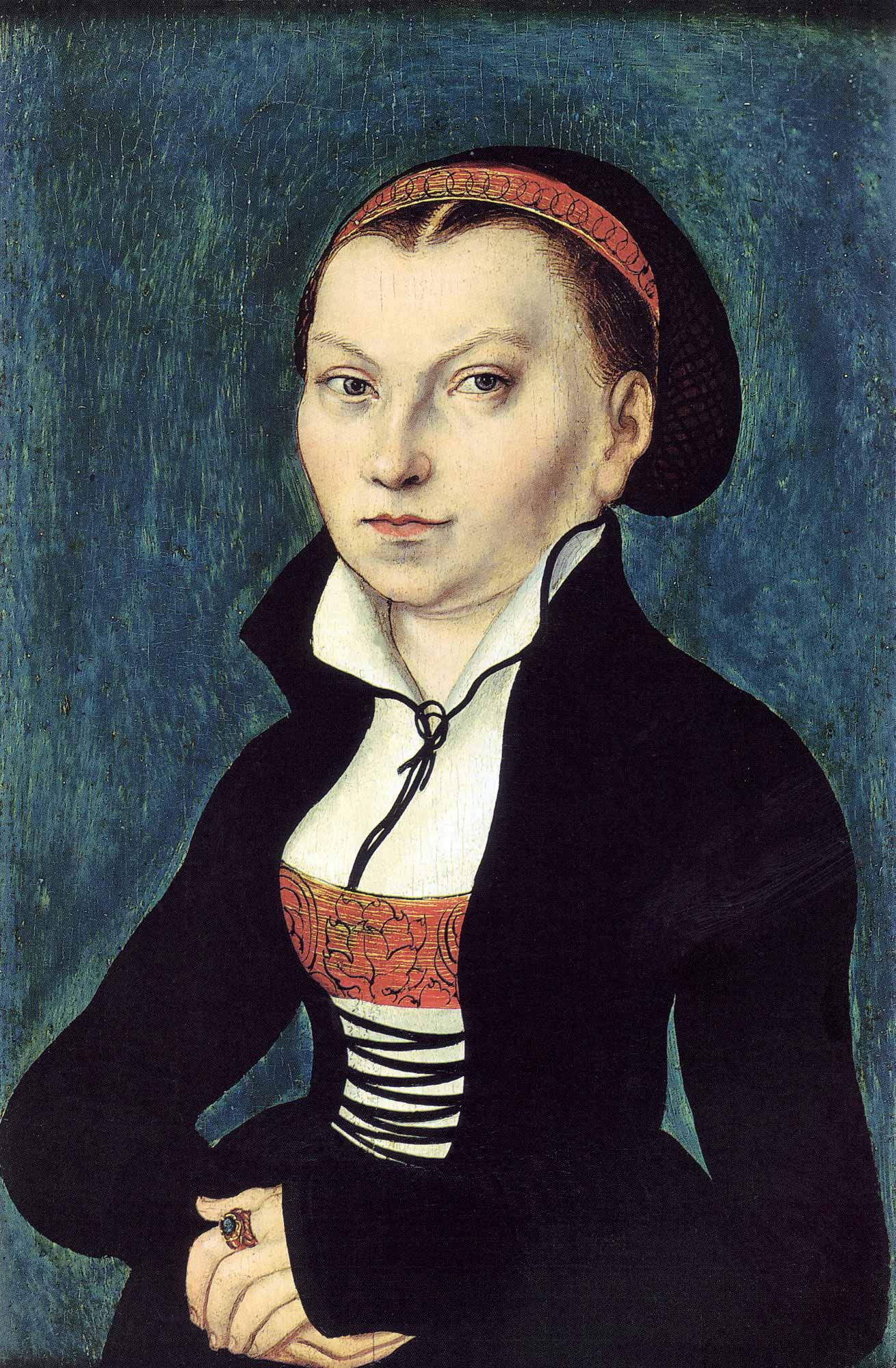
Mãe de Lutero Catarina de Bora, por Lucas Cranach, o Velho, 1526

Enquanto ainda estudante de medicina na Universidade de Wittenberg, Lutero casou-se com Anna Warbeck. Eles foram casados por trinta e três anos, até a morte de Anna, em Dresden do dia 15 de Maio de 1586. A partir deste casamento, teve seis filhos:
- Paulo Lutero (1553-1558)
- Margarethe Lutero (1555-1597), que se casou com Simon Gottsteig
- Johannes Ernst Lutero (1560-1637), que se tornou canon de Zeitz. Por meio dele, a linhagem masculina da família de Lutero continuou até 1759.
- Johannes Friedrich Lutero (1562-1599)
- Anna Lutero (1564-1596), que se casou em Oberschaar Nicolaus Freiherr Marschall von Bieberstein
- Johannes Joachim Lutero (1569-1600)

## Publicações
- Oratio de arte medica et cura tuendae valetudinis (publicado postumamente em Breslavia, 1598)[6]
- Medizinische Abverfarien